# Corona 96
Corona 96 – amerykański satelita rozpoznawczy do wykonywania zdjęć powierzchni Ziemi. Dwudziesty pierwszy statek serii KeyHole-4A tajnego programu CORONA. Obie kamery pracowały satysfakcjonująco. Z powodu oscylacji położenia statku druga kapsuła (1020-2) wróciła na Ziemię już drugiego dnia misji.

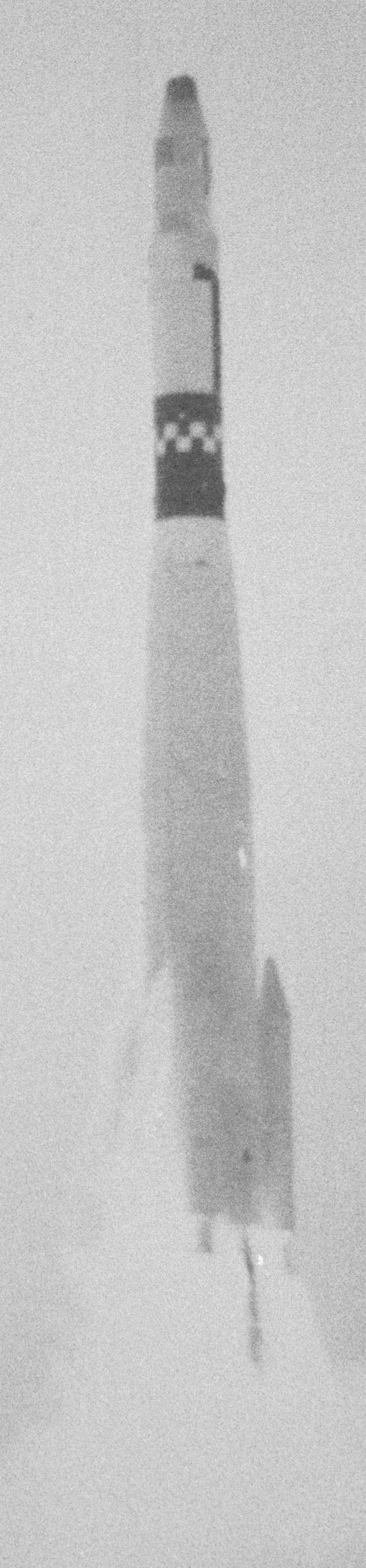
Start rakiety Thor Agena z satelitą Corona 96